# Dorfkirche Mörz

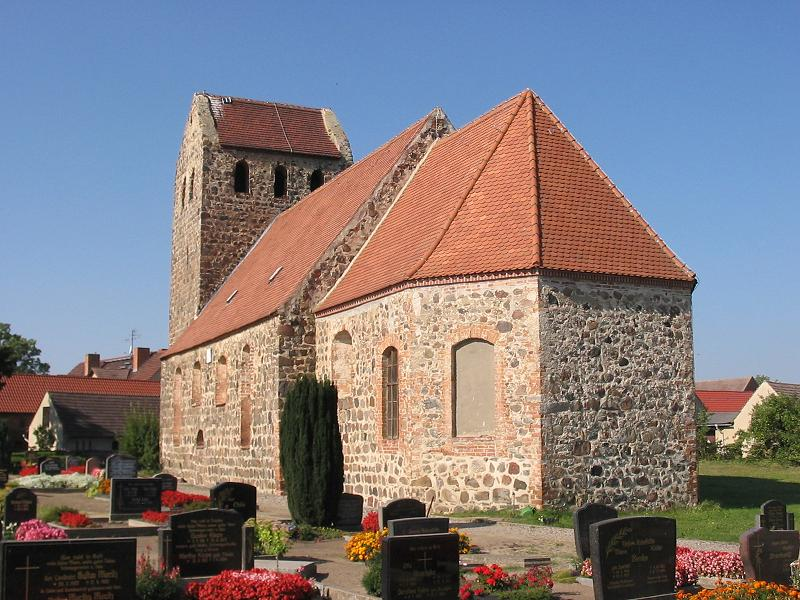
Dorfkirche Mörz

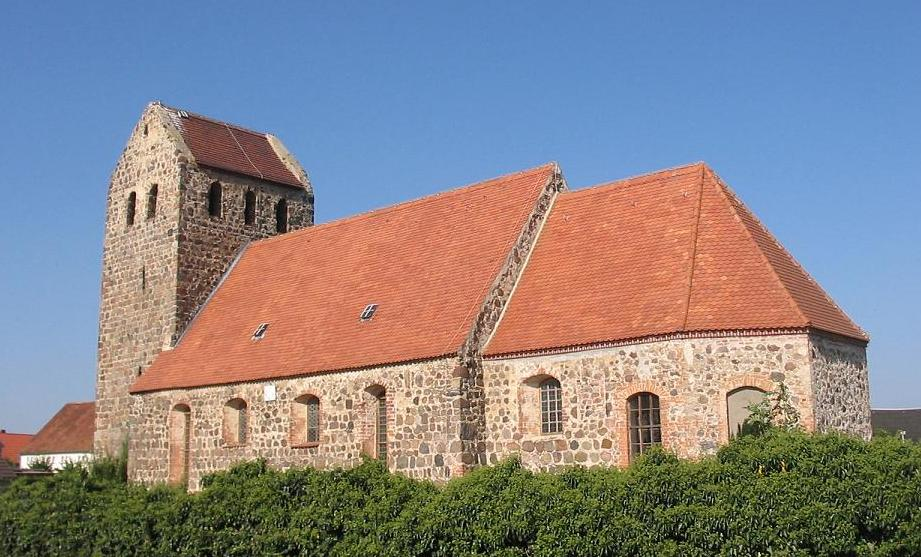
Ansicht von Südost

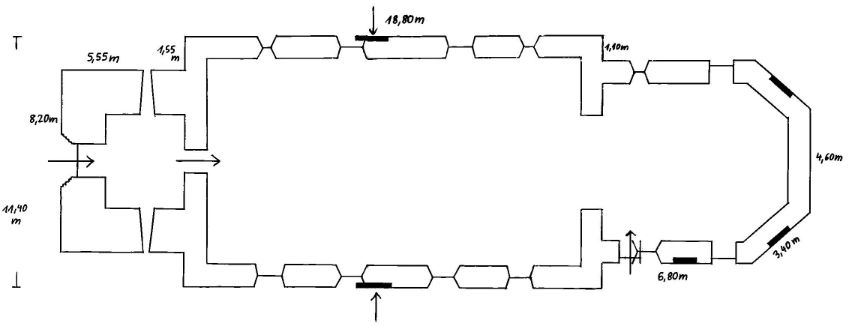
Grundriss

Die evangelische Dorfkirche Mörz ist eine spätromanische Saalkirche im Ortsteil Mörz von Planetal im Landkreis Potsdam-Mittelmark in Brandenburg. Sie gehört zur Kirchengemeinde Mörz im Kirchenkreis Mittelmark-Brandenburg der Evangelischen Kirche Berlin-Brandenburg-Schlesische Oberlausitz.

## Geschichte und Architektur
Die Dorfkirche ist eine stattliche spätromanische Saalkirche aus grob gequaderten, nur außen behauenen Feldsteinquadern unter vereinzelter Verwendung von Backstein mit einem eingezogenen Chor und einem schmaleren Westquerturm aus der ersten Hälfte des 13. Jahrhunderts. Der Chor wurde um 1700 erneuert und ist dreiseitig geschlossen; zur gleichen Zeit (und danach um 1858/1859) wurden die Fenster korbbogig verändert und ein neuromanisches Westportal eingebaut. Auf der Südseite sind die romanische Priesterpforte und eines der hoch angebrachten ursprünglichen Fenster erhalten; die vermauerten rundbogigen Feldsteinportale auf Nord- und Südseite sind noch erkennbar. Eine Restaurierung wurde 1957 durchgeführt.
Ein breiter rundbogiger Triumphbogen scheidet den Chor vom Schiff, das mit einer Holzbalkendecke und einer Hufeisenempore mit Schiffskehlendekor aus der Zeit um 1700 ausgestattet ist, welche im Westen 1821 verändert wurde. An der nördlichen Wand am Triumphbogen ist eine Nische mit einer hölzernen Tür zu finden, darunter deutet unregelmäßiges Mauerwerk auf den Abbruch eines Bauteils, möglicherweise eines Altars, hin.

## Ausstattung
Zwei Glasmalereien von 1894 stellen die Verkündigung an die Hirten und die Verkündigung des Evangeliums an die Völker dar. Ein hölzerner Altaraufsatz zeigt ein Abendmahlsgemälde aus dem Jahr 1699, flankiert von gedrehten Säulen und Akanthuswangen; im Aufsatz ist Ovalbild der Auferstehung zu finden, bekrönt vom Auge Gottes in einer Strahlenglorie.
Die hölzerne Kanzel auf einer gedrehten Säule stammt aus der Zeit um 1700 und ist mit einem kronenartigen Schalldeckel versehen; am polygonalen Korb sind Bilder des Erlösers und der Evangelisten zwischen Ecksäulchen zu finden. Die Sandsteintaufe aus der Zeit der Gotik ist in achteckiger Pokalform gehalten. Zwei Gemälde vom Ende des 17. Jahrhunderts stellen das Abendmahl, vermutlich von einem Altar, und die Kreuzigung dar, die unter dem Kreuz kniende Familie von Pastor Christian Weigel († 1704) wurde nachträglich hinzugefügt. Ein Pastorenbild stammt aus dem 18. Jahrhundert. Das Kastengestühl wurde um 1700 geschaffen.
Mehrere Epitaphien und Grabsteine stammen zum größten Teil aus dem 18. Jahrhundert, darunter ein hölzernes Epitaph für Johann Christian Ulich († 1746), mit einem Brustbild des Verstorbenen in einer Kartusche und Putten mit Vanitas-Symbolen sowie ein wohlgestaltetes Sandsteingrabmal für Pfarrer Johann Theodor Wirsing († 1756) mit einer trauernden weiblichen Figur mit einer Schrifttafel in einer Rocaillemuschel. Eine Glocke stammt aus dem 13. Jahrhundert und ist mit einer Ritzinschrift und Kreuzen vom Gießer Frizgo versehen. Zwei weitere Glocken stammen aus dem 13. Jahrhundert und aus dem späten Mittelalter. Außen an der Kirche ist ein Grabstein vom Ende des 18. Jahrhunderts angebracht.